# Dálnice A4 (Lucembursko)
Dálnice A4, lucembursky Autobunn 4, francouzsky Autoroute 4, zkráceně A4, známá také jako dálnice do Esch-sur-Alzette (lucembursky Escher Autobunn, francouzsky Autoroute de Esch-sur-Alzette) je 16,302 kilometrů dlouhá lucemburská dálnice. Spojuje hlavní město Lucemburk s druhým největším městem země, Esch-sur-Alzette.
Celá dálnice A4 byla zprovozněna postupně v šesti etapách:
- 1969: Pontpierre – Lallange
- 1972: Leudelange-Nord – Leudelange-Sud
- 1974: Merl – Leudelange-Nord
- 1976: Leudelange-Sud – Pontpierre
- 1988: Lallange – Lankelz
- 1992: Lankelz – Raemerech[1]

## Trasa
| Křižovatky a stavby |                     |             |
| Výjezd              | Lucemburk           |             |
| Křižovatka          | Croix de Cessange   | Dálnice A6  |
| (J1)                | Leudelange (Sever)  |             |
| (J2)                | Leudelange (Jih)    |             |
| (J3)                | Pontpierre          |             |
| /                   | Pontpierre services |             |
| (J4)                | Foetz               |             |
| Křižovatka          | Křižovatka Esch     | Dálnice A13 |
| (J5)                | Lallange            |             |
| Křižovatka          | Křižovatka Lankelz  | Dálnice A13 |
| Výjezd              | Esch-sur-Alzette    |             |